# Graciela "Grachi" Alonso
Graciela Alonso De La Isla é o personagem fictício principal da série da Nickelodeon Grachi, é interpretada por Isabella Castillo. Grachi é uma jovem com poderes mágicos que mora na Cidade Encantada.

## Biografia
Graciela Alonso, também chamada de Grachi, é uma jovem de 15 anos que possui poderes mágicos herdados de seus antepassados. Ela se mudou a uma nova cidade e mudou de escola, onde encontra novos amigos e amores e descobre que possui poderes mágicos.

## Histórico

### Poderes mágicos
Os poderes mágicos de Grachi foram herdados de seus antepassados. A origem é da época da colonização, em uma cidade em que viviam os descendentes de Grachi. A tataravó bruxa de Grachi, de nome Gracia, estava apaixonada por Danilo, um jovem capitão de navio, Gracia era boa, mas estava ao lado das bruxas más, as quais queriam se aproveitar de Gracia e usar seu livro de magia, o Exoren, para encontrar um feitiço que as faria invencíveis. Por isso, Gracia fugiu junto com o Exoren, longe da tal cidade. Grachi herdou os poderes depois de várias gerações.

### Descobrimento
Anos depois na época moderna, nasceu Graciela Alonso, e recebeu o apelido de Grachi. Desde que Grachi era criança começaram a lhe acontecer coisas estranhas e inexplicáveis. Seu pai não podia entender o que acontecia, mas sua mãe sim, já que também era uma bruxa e possuía o Exoren.
Depois de alguns anos, o pai de Grachi, viúvo, se mudou com ela para uma nova cidade, onde conheceu Matilda e Daniel. Em sua nova casa e escola, começaram a acontecer mais coisas estranhas, o que a fez suspeitar de seus poderes mágicos.

## Relações

### Amigos
- Cussy Canosa, é a secretária da malvada diretora que planeja destruir Grachi e o Escolarium. É uma bruxa veterana que se torna a tutora de Grachi. Ela ajuda Grachi a controlar seus poderes e as situações estranhas. É a namorada de Julio.
- Mercedes "Mecha" Estevez, já estudava no Escolarium, virou amiga de Grachi e depois melhor amiga. Detesta Matilda e é sua pior inimiga. Ajuda Grachi.
- Tony Gordillo , o nerd da escola. Se aliou a Grachi quando ela descobriu que tinha poderes. Mais tarde, se foi do Escolarium para estudar na Escola de Bruxas, mas todos pensavam que ele estava na Academia de Ciências.
- Diego Forlán, é um Churi Kanay, um bruxo que pode controlar os quatro elementos. Descidiu ficar ao lado dos bons, mas está sendo ameaçado.

### Sentimentalmente
- Daniel Esquivel, o galã do Escolarium.
- Axel Veléz, um bruxo mau.

## Prêmios e indicações
| Año  | Cerimônia                | Categoria                 | Resultado |
| ---- | ------------------------ | ------------------------- | --------- |
| 2012 | Meus Prêmios Nick Brasil | Personagem de TV Favorito | Venceu    |